# Berry-au-Bac
Berry-au-Bac è un comune francese di 566 abitanti situato nel dipartimento dell'Aisne della regione dell'Alta Francia.

## Società

### Evoluzione demografica
Abitanti censiti

## Storia
Durante la prima guerra mondiale la "quota 108" fu sulla linea di combattimento dal 1914 al 1917, e nota in particolare per i combattimenti di trincea e le esplosioni di mine.
Nel 1917, fu a Berry-au-Bac che ebbe luogo la prima offensiva blindata della storia militare francese (Il primo attacco di carri della storia ebbe luogo nella battaglia della Somme il 15 settembre 1916, con dei carri d'assalto britannici Mark I.)
132 carri Schneider CA1 furono condotti per la grande offensiva del Chemin des Dames il 16 aprile 1917.
Il loro utilizzo non fu molto vantaggioso, le unità di fanteria non avendo potuto seguire il loro avanzare.
Sui 132 carri impiegati, 57 furono distrutti dai tedeschi, 56 portati via dal fronte (44 in panne nelle linee francesi).
Le perdite francesi furono: 16 ufficiali caduti, 17 feriti; 12 sottufficiali caduti, 16 feriti; 43 tra brigadieri e cannonieri caduti, 76 feriti.